# 君を守りたい (曲)
「君を守りたい」（きみをまもりたい）は、John-Hoonの5枚目のシングル。2008年7月16日発売。

## 収録曲
1. 君を守りたい
  - 作詞：藤林聖子／作曲・編曲：中崎英也

KNTVドラマ「魔女ユヒ」イメージ・ソング
2. floating〜漂流〜
  - 作詞・作曲・編曲：酒井ミキオ

CX系「たけしのコマ大数学科」エンディング・テーマ
3. 君を守りたい＜Instrumental＞
4. floating〜漂流〜＜Instrumental＞